# ایون (اسطوره)

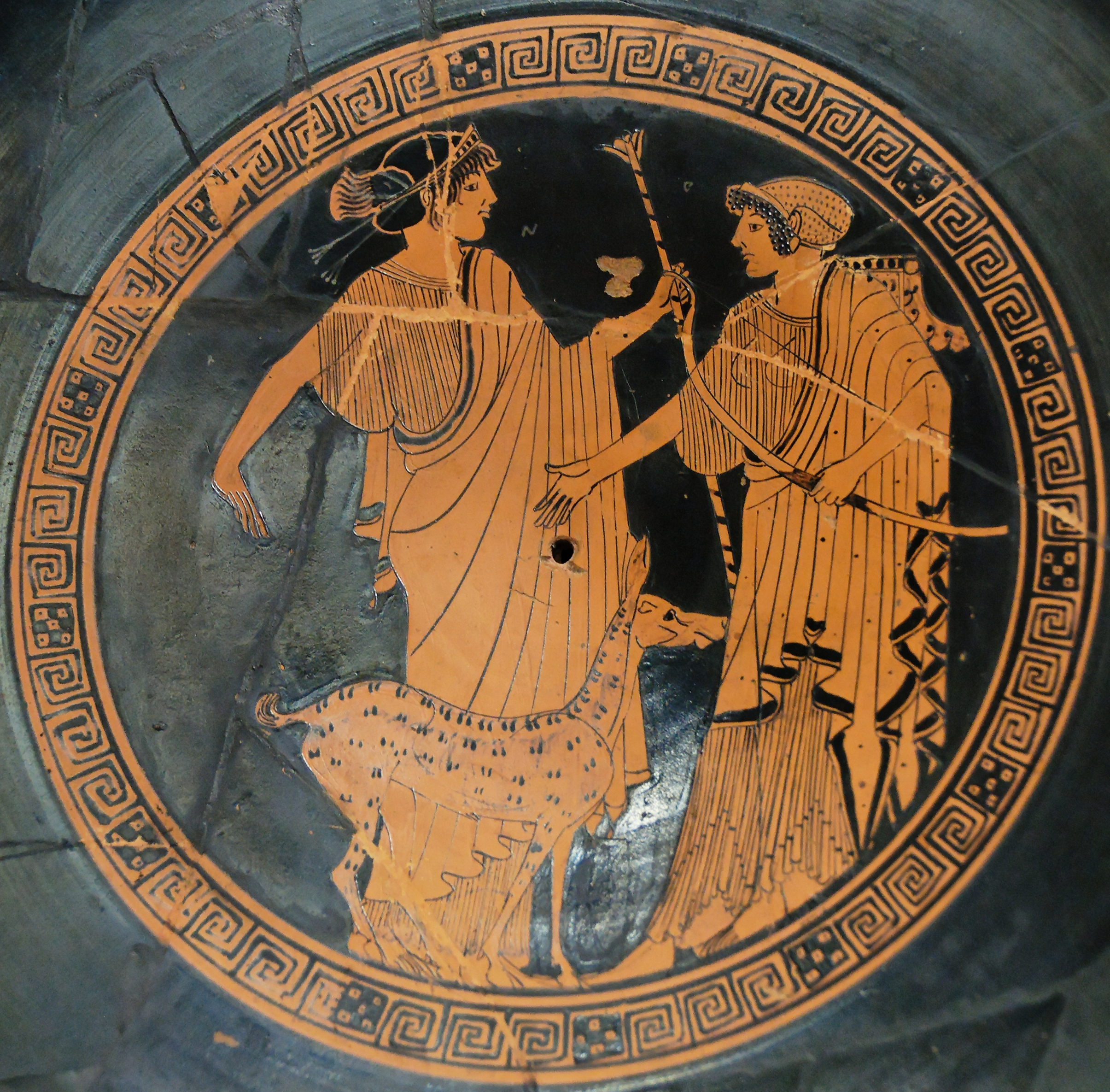
یون (lon) پسر کسوتوس و کریوسا در اساطیر یونان

ایون (به انگلیسی: Ion)، در اسطوره‌های یونان، پسر کسوتوس و کرئوسا و برادر آخایوس است. مردم ایونی خود را از نسل وی می‌دانستند.
با هلیله دختر پادشاه آیگیاسوس ازدواج کرد و وارث تاج و تخت او شد. مردم این منطقه از آن پس به نام او یونیانی خوانده شدند. آتنیان او را به عنوان رهبرشان در جنگ با الئوسیس برگزیدند. وی در این جنگ کشته شد.